# Явор (футбольный клуб, Краснополье)
«Я́вор» (укр. Явір) — украинский футбольный клуб из посёлка городского типа Краснополье, Сумская область. Выступал в Первой лиге Украины. Команда проводит свои домашние матчи на стадионе «Колос».

## Названия
- 1982—1998: «Явор»
- 2008—2011: «Краснополье»
- 2011—н. в.: «Явор»

## История
12 января 1982 года при лесхозе посёлка Краснополье был организован клуб с названием «Явор». Команда начала выступать в чемпионате Сумской области и через 2 года стала чемпионом области, а в следующем завоевала областной кубок. В первенстве страны среди КФК 1991 года футболисты из Краснополья вошли в тройку призёров своей группы.
В первом национальном чемпионате Украины «Явор» стал участвовать в соревнованиях среди профессионалов, сначала в переходной лиге, затем во второй. В 1995 году «Явор» победил в турнире второй лиги.
В сезоне 1995/96 «Явор» стартовал в первой лиге и на следующие 4 сезона стал её крепким середняком.
К тому времени главная команда области — сумский «Фрунзенец» не выступала на профессиональном уровне, и областное руководство решило возродить в Сумах футбол. С этой целью в 1998 году «Явор» был переведён в областной центр и переименовался в «Явор-Сумы». В таком виде клуб просуществовал полтора сезона, после чего плавно преобразовался в ФК «Сумы/Спартак» Сумы.
В том же году в Краснополье решили возродить «Явор». Команда 2 сезона провела в любительском чемпионате и в сезоне 2002/03 заявилась во вторую лигу. Команда стала середняком второй лиги, что было пределом клуба при том финансировании. Периодически начали появляться слухи о расформировании команды.
После 8-го тура сезона 2008/09 команда переехала в областной центр и была переименована в «Сумы». В том же году краснопольская команда была восстановлена, заявившись в областной чемпионат под названием «Краснополье». В 2011 году команда вернула себе историческое название.

## Выступления в чемпионатах и Кубке Украины
| Сезон   | Лига       | Поз | И  | В  | Н  | П  | З  | П  | О  | Кубок Украины | Примечания                                                                                       |
| ------- | ---------- | --- | -- | -- | -- | -- | -- | -- | -- | ------------- | ------------------------------------------------------------------------------------------------ |
| 1992    | Перех. «A» | 3   | 16 | 8  | 4  | 4  | 21 | 19 | 20 | —             |                                                                                                  |
| 1992/93 | 2          | 3   | 34 | 17 | 7  | 10 | 42 | 27 | 41 | 1/16          |                                                                                                  |
| 1993/94 | 2          | 5   | 42 | 22 | 10 | 10 | 63 | 35 | 54 | 1/32          |                                                                                                  |
| 1994/95 | 2          | 1   | 42 | 29 | 6  | 7  | 71 | 30 | 93 | 1/16          |                                                                                                  |
| 1995/96 | 1          | 13  | 42 | 17 | 9  | 16 | 53 | 43 | 60 | 1/8           |                                                                                                  |
| 1996/97 | 1          | 13  | 46 | 18 | 7  | 21 | 61 | 61 | 61 | 1/16          |                                                                                                  |
| 1997/98 | 1          | 10  | 42 | 19 | 5  | 18 | 52 | 48 | 62 | 1/16          |                                                                                                  |
| 1998/99 | 1          | —   | —  | —  | —  | —  | —  | —  | —  | 1/32          | После первого круга команда была переименована в «Явор-Сумы» и переведена в областной центр      |
|         |            |     |    |    |    |    |    |    |    |               |                                                                                                  |
| 2002/03 | 2 «В»      | 10  | 28 | 8  | 8  | 12 | 27 | 41 | 32 | 1/8           |                                                                                                  |
| 2003/04 | 2 «В»      | 10  | 30 | 10 | 7  | 13 | 20 | 28 | 37 | 1/32          |                                                                                                  |
| 2004/05 | 2 «В»      | 10  | 28 | 8  | 5  | 15 | 24 | 40 | 29 | 1/16          |                                                                                                  |
| 2005/06 | 2 «В»      | 6   | 24 | 11 | 5  | 8  | 25 | 26 | 38 | 1/32          |                                                                                                  |
| 2006/07 | 2 «Б»      | 13  | 28 | 6  | 7  | 15 | 18 | 30 | 25 | 1/16          |                                                                                                  |
| 2007/08 | 2 «Б»      | 13  | 34 | 10 | 7  | 17 | 36 | 62 | 37 | —             |                                                                                                  |
| 2008/09 | 2 «Б»      | —   | —  | —  | —  | —  | —  | —  | —  | 1/64          | По ходу сезона команда переехала в областной центр и продолжила выступления под названием «Сумы» |